# Upolíny
Upolíny je přírodní památka poblíž vesnice Libínské Sedlo, jedné z místních částí města Prachatice v okrese Prachatice. Chráněné území se rozkládá na horním toku Fefrovského potoka, po pravé straně silnice II/141 z Prachatic, v horních partiích jejího stoupání na Libínské Sedlo. Důvodem ochrany je vlhká loučka s porostem silně mizejícího rostlinného druhu upolínu evropského (Trollius europaeus).